# Nieves Álvarez Costa
Nieves Álvarez Costa (Barcelona, 2 de julio de 1962) es una deportista española que compitió en atletismo adaptado. Ganó una medalla de plata en los Juegos Paralímpicos de Atlanta 1996 en la prueba de 100 m (clase T34-35).

## Palmarés internacional
| Juegos Paralímpicos | Juegos Paralímpicos      | Juegos Paralímpicos | Juegos Paralímpicos |
| Año                 | Lugar                    | Medalla             | Prueba              |
| ------------------- | ------------------------ | ------------------- | ------------------- |
| 1996                | Atlanta (Estados Unidos) | Medalla de plata    | 100 m T34-35        |